# آرمن ملیکستیان

آرمن واسیلی ملیکستیان (ارمنی: Արմեն Վասիլի Մելիքսեթյան؛  ۲۴ آوریل ۱۹۵۱) یک کارگردان اهل ارمنستان است. وی از سال میلادی تاکنون مشغول فعالیت بوده است.

## زندگی‌نامه
وی در 	۲۴ آوریل ۱۹۵۱ در ایروان به دنیا آمد و از انستیتو دولتی هنری و نمایشی ایروان و کنسرواتوار سن پترزبورگ فارغ‌التحصیل شد. وی همچنین برندهٔ جوایزی همچون چهره هنری شایسته جمهوری ارمنستان (۲۰۱۲) شده است. 